# Antonio Civelli
Antonio Civelli (Milano, 25 ottobre 1850 – Firenze, 25 maggio 1930) è stato un imprenditore e politico italiano.

## Biografia
Volontario garibaldino nella terza guerra d'indipendenza dopo l'unità italiana si stabilisce a Firenze, dove è stato un attivo e prolifico imprenditore, soprattutto nel campo dell'editoria. Ha fondato i periodici Il diritto e La Lombardia e i quotidiani Corriere Italiano e L'Adige. Membro della Camera di commercio fiorentina ha partecipato alla fondazione dell'Associazione commerciale fiorentina, della Società operaia dei tipografi e delle anonime Florentia per la produzione di automobili e stabilimento tipografico già Giuseppe Civelli.
Il 18 maggio 1876 è iniziato in Massoneria nella Loggia La Ragione di Milano, appartenente al Grande Oriente d'Italia e il 12 ottobre 1879 diviene Maestro massone. Il 15 settembre 1884 fu affiliato al grado di Maestro alla loggia Concordia di Firenze.